# David Otunga
David Daniel Otunga (Elgin (Illinois), 7 april 1980) is een Amerikaans voormalig realitysoap acteur en professioneel worstelaar. Hij is als worstelaar actief in de WWE.

## Acteur
Otunga was als contestant gekozen op I Love New York 2 en had als bijnaam de "Punk". Hij werd in de tiende aflevering geëlimineerd door George "Tailor Made" Weisgerber en Ezra "Boeddha" Masters.
Otunga speelde in twee afleveringen van de televisieserie She-Hulk: Attorney at Law de rol van Derek, op de streamingdienst Disney+.

## Professioneel worstelcarrière

### World Wrestling Entertainment/WWE (2008-heden)
In november 2008 ondertekende Otunga een (opleidings)contract met de World Wrestling Entertainment en werd naar de Florida Championship Wrestling, een opleidingscentrum van WWE, verwezen. Op 29 mei 2009 maakte Otunga, onder de ringnaam Dawson Aleksander,  zijn FCW-debuut in een zes-man tag team match. Otunga teamde met Barry Allen en Jon Cutler om van Abraham Saddam Washington, Derrick Bateman en Tonga te winnen.
Op 16 februari 2010 was men aangekondigd dat Otunga deelnam in de eerste seizoen van WWE NXT en R-Truth was zijn mentor. Op 23 februari maakte Otunga zijn NXT-debuut en versloeg al snel Darren Young. Op 1 juni 2010 verloor Otunga de seizoensfinale van Wade Barrett.
Een week later, op Raw, Otunga en de rest van de "NXT rookies" verstoorden de main event match tussen John Cena en CM Punk en vielen hen, de commentatoren en de ringaankondiger, Justin Roberts, aan. Paar weken later ontstond er een alliantie, The Nexus, waarbij Otunga en de andere "NXT Rookies" leden waren van het team, dat geleid werd door Wade Barrett, de NXT-seizoen 1 winnaar.
Op Bragging Rights van 24 oktober 2010 wonnen Otunga en John Cena, die geforceerd was om lid te worden van The Nexus door zijn verlies van Barrett op Hell in a Cell, het WWE Tag Team Championship door Cody Rhodes en Drew McIntyre te verslaan. Een dag later op Raw, Otunga en Cena verloren hun titels aan de The Nexus-leden Heath Slater en Justin Gabriel. Later werd Otunga op proef gesteld door CM Punk, die de leider was van The Nexus nadat Punk Barrett heeft verbannen, hem uitdaagde om een match tegen Big Show te winnen. Otunga worstelde dan samen met de nieuwe Nexus-lid Michael McGillicutty. Tijdens de Raw-aflevering van 23 mei 2011 wonnen Otunga en McGillicutty het Tag Team Championship, met de hulp van Punk en Mason Ryan, om het duo Kane en Big Show te verslaan. Tijdens de Raw-aflevering van 22 augustus 2011 verloren Otunga en McGillicutty hun titels aan Air Boom (Evan Bourne & Kofi Kingston).
Na een kleine ruzie met Jerry Lawler is het duo gesplitst. Otunga kreeg een nieuwe angle en is sindsdien backstage te zien. In zijn nieuwe rol zal Otunga gebruikmaken van zijn geheimzinnige kennis van de wet om een rechtszaak aan te spannen tegen Triple H.

## Persoonlijk leven
Hij heeft een relatie met actrice en zangeres Jennifer Hudson en het paar trouwde op de 27ste verjaardag van Hudson.

## In het worstelen
- Finishers
  - The Verdict

- Managers
  - R-Truth
  - Wade Barrett
  - CM Punk

- Bijnamen
  - "The Kanye West of WWE"
  - David "A-List" Otunga
  - "The A-List of the WWE"

## Prestaties
- Pro Wrestling Illustrated
  - PWI Feud of the Year (2010) – The Nexus vs. WWE
  - PWI Most Hated Wrestler of the Year (2010) – als deel van The Nexus
  - PWI Rookie of the Year (2010)

- World Wrestling Entertainment/WWE
  - WWE Tag Team Championship (2 keer; met John Cena (1x) en Michael McGillicutty (1x))